# 13860 Нілі
13860 Нілі (13860 Neely) — астероїд головного поясу, відкритий 15 грудня 1999 року.
Тіссеранів параметр щодо Юпітера — 3,121.